# Windhain (Taunus)
Der Windhain beim Waldemser Ortsteil Wüstems ist ein Berg im Taunus und mit 629,3 m ü. NHN der höchste im hessischen Rheingau-Taunus-Kreis. Er liegt auf der Grenze von Waldems zu Schmitten und Glashütten im hessischen Hochtaunuskreis.

## Geographie

### Lage
Der Windhain bildet einen langgestreckten Bergrücken an der Grenze des Rheingau-Taunus-Kreises zum Hochtaunuskreis. Die Kreisgrenze bildet zugleich die Grenze der Naturparks Taunus im Osten und Rhein-Taunus im Westen. Der Bergrücken erhebt sich mit Gipfellage in der Gemarkung Wüstems der Gemeinde Waldems im Rheingau-Taunus-Kreis; seine Ostseite fällt ab zu der Gemarkungsgrenze im Talgrund von Seelenberg der Gemeinde Schmitten im Hochtaunuskreis und seine Südostseite Richtung Kittelhütte liegt im Gemeindegebiet von Glashütten mit dem bergnahen Ortsteil Oberems.

### Naturräumliche Zuordnung
Der Windhain gehört in der naturräumlichen Haupteinheitengruppe Taunus (Nr. 30) und in der Haupteinheit Östlicher Hintertaunus (302) zur Untereinheit Pferdskopf-Taunus (302.6). Seine Landschaft fällt nach Westen bis Südwesten in die Untereinheit Steinfischbacher Hintertaunus (302.7) ab.

### Berghöhe und Gipfellage
Die 629,3 m hohe Südkuppe des Windhains ist der Hauptgipfel des Berges und liegt rund 4,5 km nordwestlich des höchsten Taunusgipfels, dem Großen Feldberg. Ihr Gipfel liegt im Rheingau-Taunus-Kreis in der Gemarkung des 1,5 km westsüdwestlich liegenden Wüstems und knapp 50 m nordwestlich der Grenze zum Hochtaunuskreis. Der Osthang dieser Kuppe fällt in den zuletzt genannten Kreis in das Tal eines kleinen Weilzuflusses direkt südlich von Seelenberg und der Südosthang in das Gemeindegebiet von Glashütten mit dem in Bergnähe gelegenen Ortsteil Oberems ab. Der südwestliche Ortsrand von Seelenberg liegt nordöstlich des Hauptgipfels und ist rund 400 m von der Kammlinie des Bergrückens entfernt.
Knapp 700 m von der Südkuppe entfernt liegt im Rheingau-Taunus-Kreis die 627,6 m hohe Nordkuppe; der Osthang dieser Kuppe fällt auch in den Hochtaunuskreis und direkt in die Ortschaft Seelenberg ab. Nach Norden schließt sich die 584 m hohe Nebenkuppe Heckenberg an.

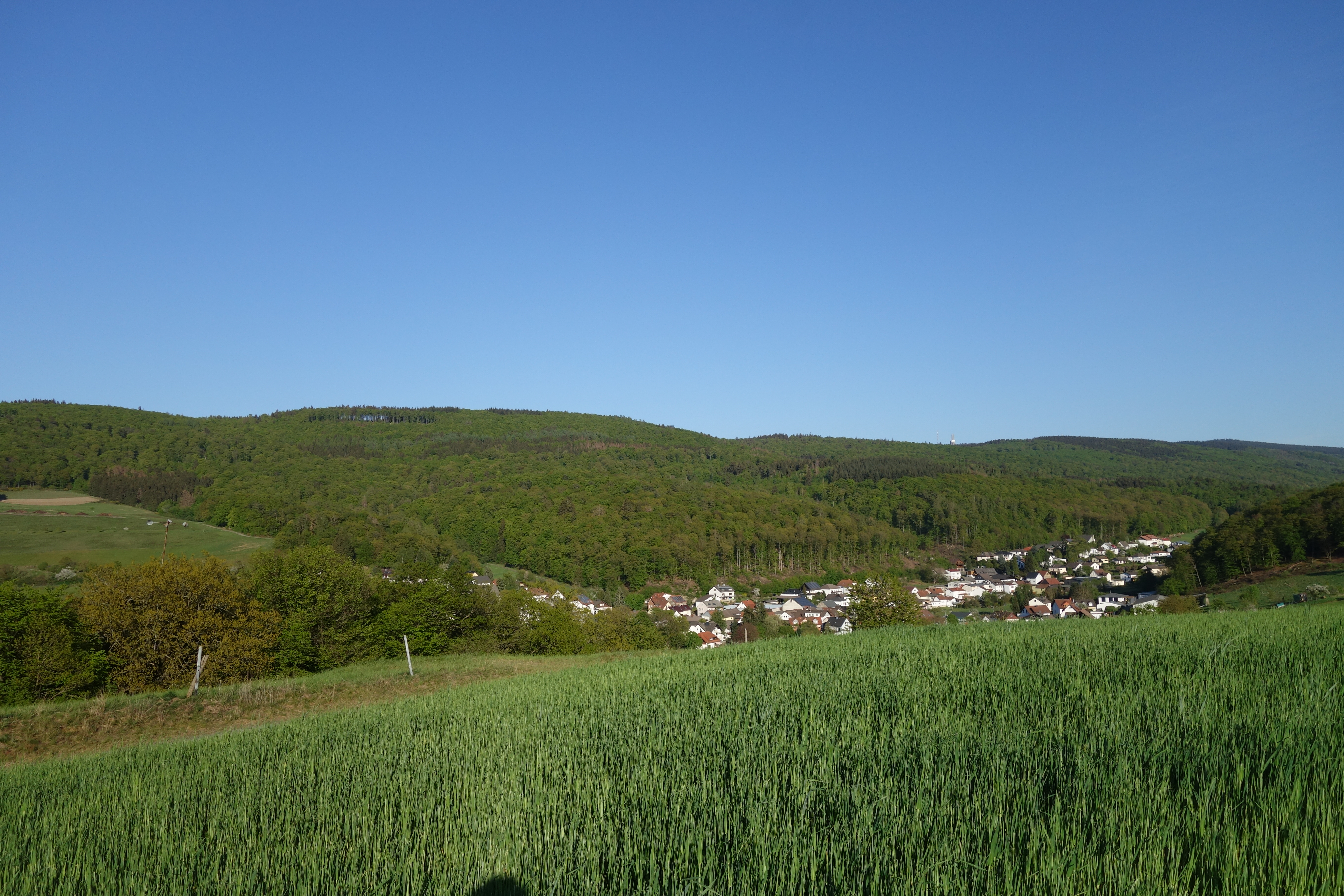
Windhain (links von der Bildmitte) vom Isberg aus gesehen über Wüstems, rechts davon die Berge Moosheck (609 Meter), Hühnerberg (636 Meter) sowie Weilsberg (700 Meter).

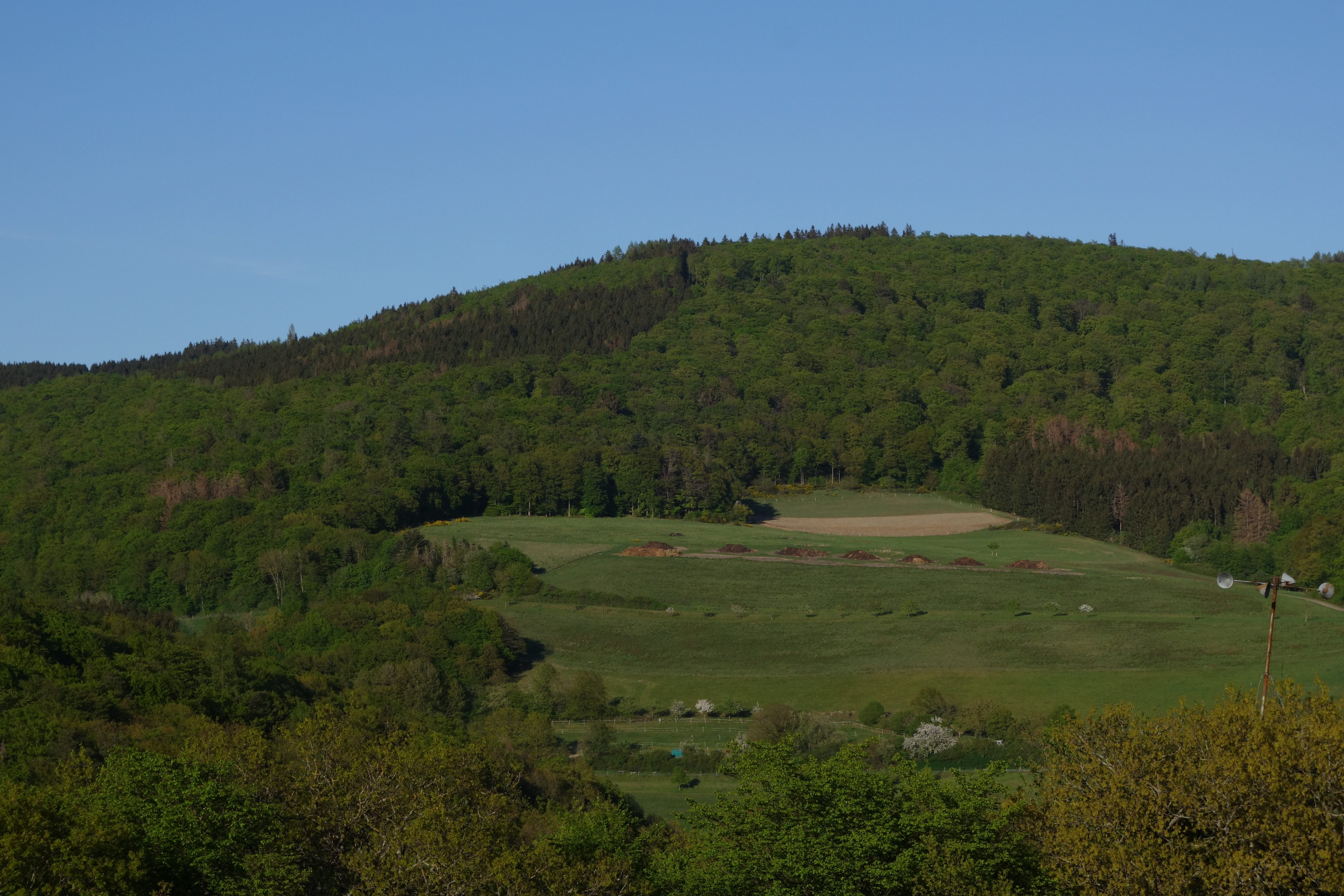
Nordkuppe des Windhain von Westen, vom Isberg, gesehen.

### Gewässer und Wasserwirtschaft
Der Windhain ist Teil des Höhenzuges, der die Wasserscheide zwischen der Weil im Osten und dem Emsbach im Westen bildet, deren Flusssysteme beide nach Norden hin zur Lahn entwässern. Auf dem Westhang der Südkuppe entspringt der kleine Emsbach-Zufluss Hasselbach und auf dem Nordwesthang der Nordkuppe der Emsbach-Zufluss Furtwiesbach. Auf dem Osthang der Südkuppe liegt die Quelle eines kleinen Weil-Zuflusses und auf dem Nordosthang der Nordkuppe jene des kleinen Saubachs, dessen Wasser durch den Niedgesbach ebenfalls der Weil zufließt.
Auf beiden Kuppen liegt jeweils ein Wasserbehälter, und die Nordkuppe weist zudem ein Pumpwerk auf.

## Trivia
In Seelenberg ist der Name der Straße Am Windhain vom Bergnamen abgeleitet.